# Кадашман-Тургу
Кадашман-Тургу (д/н — бл. 1264 до н. е.) — цар Вавилону близько 1281—1264 до н. е. (коротка хронологія), 1297—1280 до н. е. (середня хронологія). Ім'я перекладається як «Він вірить в Тургу».

## Життєпис

### Зовнішня політика
Походив з Каситської (III Вавилонської) династії. Син царя Назі-Марутташа. Посів трон близько 1281 року до н. е. Спочатку уклав мирний договір з ассирійським царем Ададнірарі I, визнавши завоювання останнього здійснені до того. Водночас продовжив зближення попередніх вавилонських царів з Хеттським царством, уклавши союзний договір з Мурсілі III, спрямований насамперед проти Ассирії. Натомість Кадашман-Тургу обіцяв підтримку хеттам проти єгипетського фараона Рамсеса II. Такі дії царя Вавилону були викликані бажання замиритися на півночі, оскільки на південному сході державі загрожував Елам та почалися напади арамейських племен.
1275 році до н. е. відмовив у підтримці Мурсілі III, проти якого повстав стрийко Хаттусілі. Після сходження того на трон Кадашман-Тургу підтвердив союз з Хатті. Зміцнюючи дружні стосунки, вавилонський цар відправив до хеттського двору скульптора, а потім лікаря на ім'я Раба-ша-Мардук.

### Внутрішня політика
Переважно відомий своїми будівельними проектами. Збереглися відомості про відновлення зикурату Ейгі-калама в місті Марада, присвяченого місцевому божеству Лугаль-Марада. За правління цього царя було зведено зикурат бога Енліля в Ніппурі.
Помер близько 1264 року до н. е. Йому спадкував син Кадашман-Енліль II.